# Copa Perú
Copa Perú – turniej piłkarski w Peru, który wbrew swej nazwie nie jest pucharem kraju. Rozgrywki prowadzone są w formie serii turniejów ligowych, w których udział biorą najlepsze drużyny z lig regionalnych. Turniej ten umożliwia klubom z lig regionalnych awans do pierwszej (Primera división peruana) lub drugiej (Segunda división peruana) ligi. Do pierwszej ligi awansuje zwycięzca, a do drugiej ligi wicemistrz Copa Perú.

## Historia
W roku 1966 pierwsza liga otrzymała nazwę „Descentralizado”. Powodem tego było dopuszczenie do mistrzostw kraju klubów prowincjonalnych. W następnym roku rozegrano pierwszą edycję turnieju Copa Perú, w którym wzięły udział najlepsze kluby z lig regionalnych, które uzyskały teraz szansę awansu do najwyższej ligi kraju. Po rozegraniu wielu rund eliminacyjnych pozostało 6 klubów, które rozegrały turniej w Limie - drużyny grały ze sobą systemem każdy z każdym po jednym meczu.
W roku 1984 pierwsza liga rozrosła się z 16 do 44 klubów. Z tego powodu jej rozgrywki podzielono na dwa etapy - w pierwszym prowadzono regionalne rozgrywki, z których najlepsze kluby awansowały do złożonego z 16-18 klubów etapu Decentralizado. W tym okresie zwycięzcy Copa Perú kwalifikowali się tylko do pierwszego, regionalnego etapu pierwszej ligi. Po 1987 roku rozgrywki zawieszono z powodów finansowych, których główna przyczyną był kryzys ekonomiczny trwający w czasie kadencji prezydenta Alana Garcii. W roku 1992 pierwsza liga powróciła do normalnych rozmiarów (16 klubów). W 1993 roku wznowiono rozgrywki Copa Perú jako odpowiednik drugiej ligi dla klubów z prowincji. Zwycięzca turnieju oraz mistrz drugiej ligi (Segunda división peruana) uzyskiwali awans do pierwszej ligi.
W roku 1998 miała miejsce następująca zmiana formatu rozgrywek: w pierwszym etapie prowadzone były rozgrywki regionalne, których celem było wyłonienie 8 najlepszych klubów, które w drugim etapie grały ze sobą systemem pucharowym. Oczywiście zwycięzca Copa Perú uzyskiwał awans do pierwszej ligi. W roku 2004 drugi etap powiększono do 16 klubów.

## Regiony

Regiony Copa Perú.

Organizator rozgrywek federacja Federación Peruana de Fútbol dokonała podziału kraju na osiem regionów:
- Region I: obejmuje 4 regiony administracyjne - Amazonas, Tumbes, Piura i Lambayeque.
- Region II: obejmuje 4 regiony administracyjne - Ancash, Cajamarca, San Martín i La Libertad.
- Region III: obejmuje 2 regiony administracyjne - Loreto i Ucayali.
- Region IV: obejmuje 2 regiony administracyjne - Lima i Callao
- Region V: obejmuje 3 regiony administracyjne - Ica, Huancavelica i Ayacucho
- Region VI: obejmuje 3 regiony administracyjne - Huánuco, Pasco i Junín.
- Region VII: obejmuje 3 regiony administracyjne - Arequipa, Moquegua i Tacna.
- Region VIII: obejmuje 4 regiony administracyjne - Cuzco, Madre de Dios, Puno i Apurímac.

## Lista mistrzów
| Rok  | Mistrz                           | Siedziba klubu  | Region      |
| ---- | -------------------------------- | --------------- | ----------- |
| 1967 | Alfonso Ugarte de Chiclín        | Trujillo        | La Libertad |
| 1968 | Carlos A. Mannucci               | Trujillo        | La Libertad |
| 1969 | Carlos A. Mannucci               | Trujillo        | La Libertad |
| 1970 | Atlético Torino                  | Talara          | Piura       |
| 1971 | FBC Melgar                       | Arequipa        | Arequipa    |
| 1972 | Atlético Grau                    | Piura           | Piura       |
| 1973 | Sportivo Huracán                 | Arequipa        | Arequipa    |
| 1975 | Atlético Torino                  | Talara          | Piura       |
| 1976 | Coronel Bolognesi                | Tacna           | Tacna       |
| 1977 | Atlético Torino                  | Talara          | Piura       |
| 1978 | Juventud La Palma                | Huacho          | Lima        |
| 1979 | A.D.T.                           | Tarma           | Junin       |
| 1980 | León de Huánuco                  | Huánuco         | Huánuco     |
| 1981 | Universidad Técnica de Cajamarca | Cajamarca       | Cajamarca   |
| 1982 | Atlético Torino                  | Talara          | Piura       |
| 1983 | Sport Pilsen                     | Guadalupe       | Lambayeque  |
| 1984 | Los Espartanos                   | Pacasmayo       | La Libertad |
| 1985 | Hungaritos Agustinos             | Iquitos         | Loreto      |
| 1986 | Deportivo Cañaña                 | Lambayeque      | Lambayeque  |
| 1987 | Club Libertad                    | Trujillo        | La Libertad |
| 1993 | Aurich-Cañaña                    | Chiclayo        | Lambayeque  |
| 1994 | Atlético Torino                  | Talara          | Piura       |
| 1995 | La Loretana                      | Pucallpa        | Ukajali     |
| 1996 | José Gálvez FBC                  | Chimbote        | Ancash      |
| 1997 | Juan Aurich                      | Chiclayo        | Lambayeque  |
| 1998 | IMI FC                           | Talara          | Piura       |
| 1999 | Deportivo UPAO                   | Trujillo        | La Libertad |
| 2000 | Estudiantes de Medicina          | Ica             | Ica         |
| 2001 | Deportivo Bolito                 | Tacna           | Tacna       |
| 2002 | Atlético Universidad             | Arequipa        | Arequipa    |
| 2003 | Universidad César Vallejo        | Trujillo        | La Libertad |
| 2004 | Sport Ancash                     | Huaraz          | Ancash      |
| 2005 | José Gálvez FBC                  | Chimbote        | Ancash      |
| 2006 | Total Clean FC                   | Arequipa        | Arequipa    |
| 2007 | Juan Aurich                      | Chiclayo        | Lambayeque  |
| 2008 | Sport Huancayo                   | Huancayo        | Junin       |
| 2009 | León de Huánuco                  | Huánuco         | Huánuco     |
| 2010 | Unión Comercio                   | Nueva Cajamarca | San Martín  |